# Diables de la Kinta Forka
La colla de Diables de la Kinta Forka es va crear l'any 2002 amb la finalitat de participar directament en els correfocs. Va néixer dins l'Associació d'Amics dels Gegants Ramon i Lola, encarregada del manteniment d'aquests dos gegants i del Drac i el Bou, dues de les figures del bestiari històric de la ciutat de Barcelona.
La presentació oficial de la colla es va fer per les festes de Sant Just d'aquell any 2002 i, a partir d'aleshores, ja va participar en els correfocs de la festa major de Gualba i de la Mercè. A banda, també fa actuacions dins les festes de Santa Eulàlia, la festa major del Raval i en correfocs on són convidats.
Porten una vestimenta de color vermell, amb rivets negres i banyes també negres. Com a part integrant de l'Associació dels Gegants Ramon i Lola, tenen la seu a la Casa dels Entremesos.